# ان‌ایکس‌پی

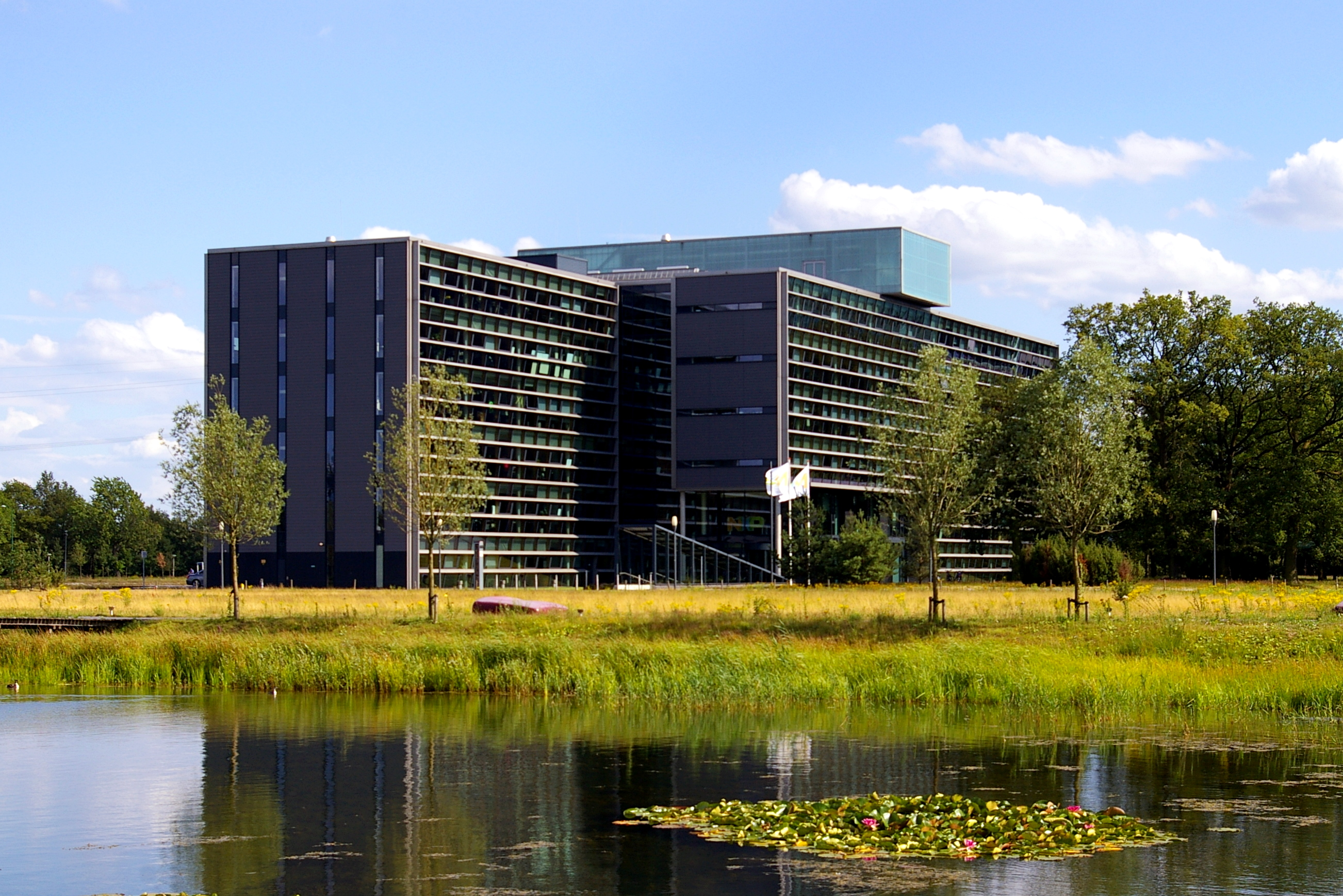
دفتر مرکزی ان‌ایکس‌پی در آیندهوون

ان‌ایکس‌پی (به انگلیسی: NXP) یکی از بیست فروشنده بزرگ محصولات نیمه‌رسانا در جهان است. این شرکت در سال ۱۹۵۳ هنگامی که اعضای هیئت مدیره فیلیپس تصمیم گرفتند محصولات نیمه‌رسانا تولید کنند؛ در شهر نیمیخن، هلند تأسیس شد.
این شرکت در گذشته با عنوان فیلیپس سمی‌کانداکتور شناخته می‌شد، ولی در سال ۲۰۰۶ توسط یک کنسرسیوم خصوصی خریداری شد و طبق نظر مدیرعامل وقت، فرانس ون هوتن، ان‌ایکس‌پی نامیده شد، که از عبارت تجربه آینده (به انگلیسی: next experience) سرچشمه می‌گرفت. در تاریخ ۶ اوت ۲۰۱۰، فروش اولیه سهام ان‌ایکس‌پی تکمیل شد و سهام آن با نماد نزدک: NXPI در بازار بورس نزدک،در دسترس عموم قرارگرفت.